# 步利設
步利設(?-?)，7世紀時西突厥汗國王子和軍隊指揮官，統葉護可汗的侄兒。他父親莫賀設是可薩人的葉護。
一般認為他是第三次突厥-波斯戰爭的將領，這一仗西突厥與拜占廷帝國聯攻薩珊王朝，成功打敗薩珊王朝並征服亞美尼亞。
但在630年他叔父統葉護可汗被剌殺後，步利設逃到中亞，不知所終。